# Riatia hebardi
Riatia hebardi är en kackerlacksart som beskrevs av Karlis Princis 1946. Riatia hebardi ingår i släktet Riatia och familjen småkackerlackor.
Artens utbredningsområde är Colombia. Inga underarter finns listade i Catalogue of Life.